# Stanley-Cup-Playoffs 2017
Die Playoffs um den Stanley Cup des Jahres 2017 begannen am 12. April 2017 und endeten am 11. Juni 2017 mit dem 4:2-Erfolg der Pittsburgh Penguins über die Nashville Predators. Die Penguins als amtierender Stanley-Cup-Sieger wurden damit zum ersten Team seit den Detroit Red Wings im Jahre 1998, das den Titel verteidigen konnte; insgesamt war es ihr fünfter Erfolg. Zudem stellten sie in Jewgeni Malkin nicht nur den Topscorer der Playoffs, sondern hatten in Sidney Crosby auch den mit der Conn Smythe Trophy ausgezeichneten Most Valuable Player der post-season in ihren Reihen. Crosby verteidigte diesen Titel ebenfalls, was zuletzt Mario Lemieux in den Jahren 1991 und 1992 (ebenfalls für die Penguins) gelungen war. Die unterlegenen Nashville Predators standen in ihrem ersten Stanley-Cup-Finale der Franchise-Geschichte und wurden zugleich zum ersten an Position 16 und somit niedrigst gesetzten Team, das das Endspiel erreichte. Darüber hinaus standen sich in Person von Mike Sullivan (Pittsburgh) und Peter Laviolette (Nashville) zum ersten Mal in der Ligageschichte zwei US-Amerikaner im Finale als Cheftrainer gegenüber.
Die Detroit Red Wings verpassten zum ersten Mal seit 1990 die Playoffs, sodass die längste aktive Serie sowie die drittlängste Serie der Ligageschichte von 25 aufeinander folgenden Playoff-Teilnahmen endete. Dem gegenüber stehen die Edmonton Oilers, die sich erstmals seit 2006 wieder für die post-season qualifizierten und somit die längste Serie von zehn verpassten Playoffs in Folge beenden konnten. Damit stellten sie den Negativrekord der Florida Panthers (2001–2011) ein. In der ersten Runde der Playoffs wurden 18 der 42 Begegnungen in der Overtime entschieden, was einen neuen Rekord darstellte (zuvor 17; Playoffs 2013). Allerdings ging zum ersten Mal seit 2001 keine der acht Erstrunden-Serien über die volle Distanz von sieben Spielen.

## Modus
Nachdem sich aus jeder Division die drei punktbesten Teams sowie die zwei Wild-Card-Teams der jeweiligen Conference qualifiziert haben, starten die im K.-o.-System ausgetragenen Playoffs. Die Divisionssieger treffen dabei in der ersten Runde auf die Wild-Card-Teams der jeweiligen Conference, wobei der Divisionssieger mit den meisten Punkten auf das schlechtere der beiden Wild-Card-Teams trifft. Die übrigen Paarungen des Conference-Viertelfinals werden divisionsintern unter den Zweit- und Drittplatzierten Teams ausgetragen.
Jede Conference spielt in der Folge im Conference-Viertelfinale, Conference-Halbfinale und im Conference-Finale ihren Sieger aus, der dann im Finale um den Stanley Cup antritt. Alle Serien jeder Runde werden im Best-of-Seven-Modus ausgespielt, das heißt, dass ein Team vier Siege zum Erreichen der nächsten Runde benötigt. Das höher gesetzte Team hat dabei in den ersten beiden Spielen Heimrecht, die nächsten beiden das gegnerische Team. Sollte bis dahin kein Sieger aus der Runde hervorgegangen sein, wechselt das Heimrecht von Spiel zu Spiel. So hat die höhergesetzte Mannschaft in den Spielen 1, 2, 5 und 7, also vier der maximal sieben Spiele, einen Heimvorteil. Der Sieger der Eastern Conference wird mit der Prince of Wales Trophy ausgezeichnet und der Sieger der Western Conference mit der Clarence S. Campbell Bowl.
Bei Spielen, die nach der regulären Spielzeit von 60 Minuten unentschieden bleiben, folgt die Overtime, die im Gegensatz zur regulären Saison mit fünf Feldspielern gespielt wird. Zudem endet sie durch das erste Tor (Sudden Death) und nicht, wie in der regulären Saison üblich, mit einem Shootout.

## Qualifizierte Teams
| Atlantic Division - A1: Canadiens de Montréal - A2: Ottawa Senators - A3: Boston Bruins Metropolitan Division - M1: Washington Capitals - M2: Pittsburgh Penguins - M3: Columbus Blue Jackets Wild Cards - EWC1: New York Rangers - EWC2: Toronto Maple Leafs | Central Division - C1: Chicago Blackhawks - C2: Minnesota Wild - C3: St. Louis Blues Pacific Division - P1: Anaheim Ducks - P2: Edmonton Oilers - P3: San Jose Sharks Wild Cards - WWC1: Calgary Flames - WWC2: Nashville Predators |

## Playoff-Baum
|  | Conference-Viertelfinale | Conference-Viertelfinale | Conference-Viertelfinale |      |                     | Conference-Halbfinale | Conference-Halbfinale | Conference-Halbfinale |  |  | Conference-Finale | Conference-Finale | Conference-Finale |  |  | Stanley-Cup-Finale | Stanley-Cup-Finale | Stanley-Cup-Finale |
|  |                          |                          |                          |      |                     |                       |                       |                       |  |  |                   |                   |                   |  |  |                    |                    |                    |
|  | A1                       | Canadiens de Montréal    | 2                        |      |                     |                       |                       |                       |  |  |                   |                   |                   |  |  |                    |                    |                    |
|  | EWC1                     | New York Rangers         | 4                        |      |                     |                       |                       |                       |  |  |                   |                   |                   |  |  |                    |                    |                    |
|  | EWC1                     | New York Rangers         | 4                        | EWC1 | New York Rangers    | 2                     |                       |                       |  |  |                   |                   |                   |  |  |                    |                    |                    |
|  |                          |                          |                          | EWC1 | New York Rangers    | 2                     | Eastern Conference    |                       |  |  |                   |                   |                   |  |  |                    |                    |                    |
|  |                          | A2                       | Ottawa Senators          | 4    |                     |                       |                       |                       |  |  |                   |                   |                   |  |  |                    |                    |                    |
|  | A2                       | A2                       | Ottawa Senators          | 4    | Ottawa Senators     | 4                     |                       |                       |  |  |                   |                   |                   |  |  |                    |                    |                    |
|  | A2                       |                          |                          |      | Ottawa Senators     | 4                     |                       |                       |  |  |                   |                   |                   |  |  |                    |                    |                    |
|  | A3                       | Boston Bruins            | 2                        |      |                     |                       |                       |                       |  |  |                   |                   |                   |  |  |                    |                    |                    |
|  | A3                       | Boston Bruins            | 2                        | A2   | Ottawa Senators     | 3                     |                       |                       |  |  |                   |                   |                   |  |  |                    |                    |                    |
|  |                          |                          |                          |      |                     |                       |                       |                       |  |  |                   |                   |                   |  |  |                    |                    |                    |
|  |                          | M2                       | Pittsburgh Penguins      | 4    |                     |                       |                       |                       |  |  |                   |                   |                   |  |  |                    |                    |                    |
|  | M1                       | M2                       | Pittsburgh Penguins      | 4    | Washington Capitals | 4                     |                       |                       |  |  |                   |                   |                   |  |  |                    |                    |                    |
|  | M1                       |                          |                          |      | Washington Capitals | 4                     |                       |                       |  |  |                   |                   |                   |  |  |                    |                    |                    |
|  | EWC2                     | Toronto Maple Leafs      | 2                        |      |                     |                       |                       |                       |  |  |                   |                   |                   |  |  |                    |                    |                    |
|  | EWC2                     | Toronto Maple Leafs      | 2                        | M1   | Washington Capitals | 3                     |                       |                       |  |  |                   |                   |                   |  |  |                    |                    |                    |
|  |                          |                          |                          | M1   | Washington Capitals | 3                     |                       |                       |  |  |                   |                   |                   |  |  |                    |                    |                    |
|  |                          | M2                       | Pittsburgh Penguins      | 4    |                     |                       |                       |                       |  |  |                   |                   |                   |  |  |                    |                    |                    |
|  | M2                       | M2                       | Pittsburgh Penguins      | 4    | Pittsburgh Penguins | 4                     |                       |                       |  |  |                   |                   |                   |  |  |                    |                    |                    |
|  | M2                       |                          |                          |      | Pittsburgh Penguins | 4                     |                       |                       |  |  |                   |                   |                   |  |  |                    |                    |                    |
|  | M3                       | Columbus Blue Jackets    | 1                        |      |                     |                       |                       |                       |  |  |                   |                   |                   |  |  |                    |                    |                    |
|  | M3                       | Columbus Blue Jackets    | 1                        | M2   | Pittsburgh Penguins | 4                     |                       |                       |  |  |                   |                   |                   |  |  |                    |                    |                    |
|  |                          |                          |                          |      |                     |                       |                       |                       |  |  |                   |                   |                   |  |  |                    |                    |                    |
|  |                          | WWC2                     | Nashville Predators      | 2    |                     |                       |                       |                       |  |  |                   |                   |                   |  |  |                    |                    |                    |
|  | C1                       | WWC2                     | Nashville Predators      | 2    | Chicago Blackhawks  | 0                     |                       |                       |  |  |                   |                   |                   |  |  |                    |                    |                    |
|  | C1                       |                          |                          |      | Chicago Blackhawks  | 0                     |                       |                       |  |  |                   |                   |                   |  |  |                    |                    |                    |
|  | WWC2                     | Nashville Predators      | 4                        |      |                     |                       |                       |                       |  |  |                   |                   |                   |  |  |                    |                    |                    |
|  | WWC2                     | Nashville Predators      | 4                        | WWC2 | Nashville Predators | 4                     |                       |                       |  |  |                   |                   |                   |  |  |                    |                    |                    |
|  |                          |                          |                          | WWC2 | Nashville Predators | 4                     |                       |                       |  |  |                   |                   |                   |  |  |                    |                    |                    |
|  |                          | C3                       | St. Louis Blues          | 2    |                     |                       |                       |                       |  |  |                   |                   |                   |  |  |                    |                    |                    |
|  | C2                       | C3                       | St. Louis Blues          | 2    | Minnesota Wild      | 1                     |                       |                       |  |  |                   |                   |                   |  |  |                    |                    |                    |
|  | C2                       |                          |                          |      | Minnesota Wild      | 1                     |                       |                       |  |  |                   |                   |                   |  |  |                    |                    |                    |
|  | C3                       | St. Louis Blues          | 4                        |      |                     |                       |                       |                       |  |  |                   |                   |                   |  |  |                    |                    |                    |
|  | C3                       | St. Louis Blues          | 4                        | WWC2 | Nashville Predators | 4                     |                       |                       |  |  |                   |                   |                   |  |  |                    |                    |                    |
|  |                          |                          |                          |      |                     |                       |                       |                       |  |  |                   |                   |                   |  |  |                    |                    |                    |
|  |                          | P1                       | Anaheim Ducks            | 2    |                     |                       |                       |                       |  |  |                   |                   |                   |  |  |                    |                    |                    |
|  | P1                       | P1                       | Anaheim Ducks            | 2    | Anaheim Ducks       | 4                     |                       |                       |  |  |                   |                   |                   |  |  |                    |                    |                    |
|  | P1                       |                          |                          |      | Anaheim Ducks       | 4                     |                       |                       |  |  |                   |                   |                   |  |  |                    |                    |                    |
|  | WWC1                     | Calgary Flames           | 0                        |      |                     |                       |                       |                       |  |  |                   |                   |                   |  |  |                    |                    |                    |
|  | WWC1                     | Calgary Flames           | 0                        | P1   | Anaheim Ducks       | 4                     |                       |                       |  |  |                   |                   |                   |  |  |                    |                    |                    |
|  |                          |                          |                          | P1   | Anaheim Ducks       | 4                     | Western Conference    |                       |  |  |                   |                   |                   |  |  |                    |                    |                    |
|  |                          | P2                       | Edmonton Oilers          | 3    |                     |                       |                       |                       |  |  |                   |                   |                   |  |  |                    |                    |                    |
|  | P2                       | P2                       | Edmonton Oilers          | 3    | Edmonton Oilers     | 4                     |                       |                       |  |  |                   |                   |                   |  |  |                    |                    |                    |
|  | P2                       |                          |                          |      | Edmonton Oilers     | 4                     |                       |                       |  |  |                   |                   |                   |  |  |                    |                    |                    |
|  | P3                       | San Jose Sharks          | 2                        |      |                     |                       |                       |                       |  |  |                   |                   |                   |  |  |                    |                    |                    |

## Conference-Viertelfinale

### Eastern Conference

#### (A1) Canadiens de Montréal – (EWC1) New York Rangers
| 12. April 2017 19.00 Uhr (Ortszeit) | Canadiens de Montréal | 0:2 (0:1, 0:0, 0:1) Spielbericht Stand: 0:1 | New York Rangers Tanner Glass (9:50) Michael Grabner (58:50) | Centre Bell, Montreal, Québec Zuschauer: 21.288 |

| 14. April 2017 19.00 Uhr | Canadiens de Montréal Jeff Petry (4:05) Paul Byron (15:42) Tomáš Plekanec (59:42) Alexander Radulow (78:34) | 4:3 n. V. (2:1, 0:2, 1:0, 1:0) Spielbericht Stand: 1:1 | New York Rangers Michael Grabner (13:48) Rick Nash (29:58) Mats Zuccarello (34:47) | Centre Bell, Montreal, Québec Zuschauer: 21.288 |

| 16. April 2017 19.00 Uhr | New York Rangers Brady Skjei (57:04) | 1:3 (0:0, 0:1, 1:2) Spielbericht Stand: 1:2 | Canadiens de Montréal Artturi Lehkonen (37:37) Shea Weber (47:42) Alexander Radulow (55:35) | Madison Square Garden, New York City, New York Zuschauer: 18.006 |

| 18. April 2017 19.00 Uhr | New York Rangers Jesper Fast (11:39) Rick Nash (24:28) | 2:1 (1:1, 1:0, 0:0) Spielbericht Stand: 2:2 | Canadiens de Montréal Torrey Mitchell (18:37) | Madison Square Garden, New York City, New York Zuschauer: 18.006 |

| 20. April 2017 19.00 Uhr | Canadiens de Montréal Artturi Lehkonen (12:07) Brendan Gallagher (16:20) | 2:3 n. V. (2:1, 0:1, 0:0, 0:1) Spielbericht Stand: 2:3 | New York Rangers Jesper Fast (15:56) Brady Skjei (38:28) Mika Zibanejad (74:22) | Centre Bell, Montreal, Québec Zuschauer: 21.288 |

| 22. April 2017 19.00 Uhr | New York Rangers Mats Zuccarello (22:26) Mats Zuccarello (33:31) Derek Stepan (59:42) | 3:1 (0:1, 2:0, 1:0) Spielbericht Stand: 4:2 | Canadiens de Montréal Alexei Jemelin (6:19) | Madison Square Garden, New York City, New York Zuschauer: 18.006 |

#### (A2) Ottawa Senators – (A3) Boston Bruins
| 12. April 2017 19.00 Uhr (Ortszeit) | Ottawa Senators Bobby Ryan (30:28) | 1:2 (0:0, 1:0, 0:2) Spielbericht Stand: 0:1 | Boston Bruins Frank Vatrano (44:55) Brad Marchand (57:27) | Canadian Tire Centre, Ottawa, Ontario Zuschauer: 18.702 |

| 15. April 2017 15.00 Uhr | Ottawa Senators Clarke MacArthur (30:57) Chris Wideman (45:28) Derick Brassard (47:48) Dion Phaneuf (61:59) | 4:3 n. V. (0:0, 1:3, 2:0, 1:0) Spielbericht Stand: 1:1 | Boston Bruins Drew Stafford (29:47) Tim Schaller (32:39) Patrice Bergeron (36:01) | Canadian Tire Centre, Ottawa, Ontario Zuschauer: 18.629 |

| 17. April 2017 19.00 Uhr | Boston Bruins Noel Acciari (26:05) David Backes (26:47) David Pastrňák (33:51) | 3:4 n. V. (0:2, 3:1, 0:0, 0:1) Spielbericht Stand: 1:2 | Ottawa Senators Mike Hoffman (7:15) Derick Brassard (7:40) Mike Hoffman (23:42) Bobby Ryan (65:43) | TD Garden, Boston, Massachusetts Zuschauer: 17.565 |

| 19. April 2017 19.30 Uhr | Boston Bruins | 0:1 (0:0, 0:0, 0:1) Spielbericht Stand: 1:3 | Ottawa Senators Bobby Ryan (45:49) | TD Garden, Boston, Massachusetts Zuschauer: 17.565 |

| 21. April 2017 19.30 Uhr | Ottawa Senators Mark Stone (11:19) Jean-Gabriel Pageau (20:30) | 2:3 n. V. (1:0, 1:2, 0:0, 0:0, 0:1) Spielbericht Stand: 3:2 | Boston Bruins David Pastrňák (28:40) Sean Kuraly (37:05) Sean Kuraly (90:19) | Canadian Tire Centre, Ottawa, Ontario Zuschauer: 19.209 |

| 23. April 2017 15.00 Uhr | Boston Bruins Drew Stafford (18:13) Patrice Bergeron (41:57) | 2:3 n. V. (1:0, 0:2, 1:0, 0:1) Spielbericht Stand: 2:4 | Ottawa Senators Bobby Ryan (23:26) Kyle Turris (28:32) Clarke MacArthur (66:30) | TD Garden, Boston, Massachusetts Zuschauer: 17.565 |

#### (M1) Washington Capitals – (EWC2) Toronto Maple Leafs
| 13. April 2017 19.00 Uhr (Ortszeit) | Washington Capitals Justin Williams (12:24) Justin Williams (36:00) Tom Wilson (65:15) | 3:2 n. V. (1:2, 1:0, 0:0, 1:0) Spielbericht Stand: 1:0 | Toronto Maple Leafs Mitchell Marner (1:35) Jake Gardiner (9:44) | Verizon Center, Washington, D.C. Zuschauer: 18.506 |

| 15. April 2017 19.00 Uhr | Washington Capitals Alexander Owetschkin (23:47) John Carlson (31:06) Nicklas Bäckström (52:39) | 3:4 n. V. (0:1, 2:2, 1:0, 0:0, 0:1) Spielbericht Stand: 1:1 | Toronto Maple Leafs James van Riemsdyk (17:34) Kasperi Kapanen (34:25) Morgan Rielly (39:46) Kasperi Kapanen (91:53) | Verizon Center, Washington, D.C. Zuschauer: 18.506 |

| 17. April 2017 19.00 Uhr | Toronto Maple Leafs Auston Matthews (14:08) Nazem Kadri (35:13) William Nylander (39:20) Tyler Bozak (61:37) | 4:3 n. V. (1:2, 2:1, 0:0, 1:0) Spielbericht Stand: 2:1 | Washington Capitals Nicklas Bäckström (2:43) Alexander Owetschkin (4:49) Jewgeni Kusnezow (25:39) | Air Canada Centre, Toronto, Ontario Zuschauer: 19.861 |

| 19. April 2017 19.00 Uhr | Toronto Maple Leafs Zach Hyman (5:16) James van Riemsdyk (25:39) Auston Matthews (52:00) Tyler Bozak (59:33) | 4:5 (1:4, 1:0, 2:1) Spielbericht Stand: 2:2 | Washington Capitals T. J. Oshie (2:58) Alexander Owetschkin (4:34) Tom Wilson (13:41) Tom Wilson (16:04) T. J. Oshie (52:59) | Air Canada Centre, Toronto, Ontario Zuschauer: 19.838 |

| 21. April 2017 19.00 Uhr | Washington Capitals T. J. Oshie (18:15) Justin Williams (61:04) | 2:1 n. V. (1:0, 0:1, 0:0, 1:0) Spielbericht Stand: 3:2 | Toronto Maple Leafs Auston Matthews (26:00) | Verizon Center, Washington, D.C. Zuschauer: 18.506 |

| 23. April 2017 19.00 Uhr | Toronto Maple Leafs Auston Matthews (47:45) | 1:2 n. V. (0:0, 0:0, 1:1, 0:1) Spielbericht Stand: 2:4 | Washington Capitals Marcus Johansson (52:51) Marcus Johansson (66:31) | Air Canada Centre, Toronto, Ontario Zuschauer: 19.740 |

#### (M2) Pittsburgh Penguins – (M3) Columbus Blue Jackets
| 12. April 2017 19.30 Uhr (Ortszeit) | Pittsburgh Penguins Bryan Rust (21:15) Phil Kessel (23:45) Nick Bonino (36:25) | 3:1 (0:0, 3:0, 0:1) Spielbericht Stand: 1:0 | Columbus Blue Jackets Matt Calvert (52:41) | PPG Paints Arena, Pittsburgh, Pennsylvania Zuschauer: 18.563 |

| 14. April 2017 19.00 Uhr | Pittsburgh Penguins Sidney Crosby (8:31) Jake Guentzel (27:51) Jewgeni Malkin (42:01) Patric Hörnqvist (59:14) | 4:1 (1:0, 1:1, 2:0) Spielbericht Stand: 2:0 | Columbus Blue Jackets Brandon Saad (27:00) | PPG Paints Arena, Pittsburgh, Pennsylvania Zuschauer: 18.622 |

| 16. April 2017 18.00 Uhr | Columbus Blue Jackets Cam Atkinson (0:11) Cam Atkinson (5:02) Zach Werenski (6:10) Brandon Dubinsky (55:11) | 4:5 n. V. (3:1, 0:2, 1:1, 0:1) Spielbericht Stand: 0:3 | Pittsburgh Penguins Jake Guentzel (3:17) Bryan Rust (25:21) Jewgeni Malkin (33:25) Jake Guentzel (51:48) Jake Guentzel (73:10) | Nationwide Arena, Columbus, Ohio Zuschauer: 19.092 |

| 18. April 2017 19.30 Uhr | Columbus Blue Jackets Jack Johnson (11:46) Josh Anderson (18:56) Markus Nutivaara (24:48) William Karlsson (40:27) Boone Jenner (45:37) | 5:4 (2:0, 1:2, 2:2) Spielbericht Stand: 1:3 | Pittsburgh Penguins Patric Hörnqvist (26:43) Ron Hainsey (36:24) Tom Kühnhackl (42:10) Jake Guentzel (59:32) | Nationwide Arena, Columbus, Ohio Zuschauer: 19.093 |

| 20. April 2017 19.00 Uhr | Pittsburgh Penguins Phil Kessel (9:07) Bryan Rust (21:07) Bryan Rust (23:50) Sidney Crosby (45:31) Scott Wilson (46:22) | 5:2 (1:0, 2:2, 2:0) Spielbericht Stand: 4:1 | Columbus Blue Jackets William Karlsson (29:30) Boone Jenner (32:24) | PPG Paints Arena, Pittsburgh, Pennsylvania Zuschauer: 18.585 |

### Western Conference

#### (C1) Chicago Blackhawks – (WWC2) Nashville Predators
| 13. April 2017 19.00 Uhr (Ortszeit) | Chicago Blackhawks | 0:1 (0:1, 0:0, 0:0) Spielbericht Stand: 0:1 | Nashville Predators Viktor Arvidsson (7:52) | United Center, Chicago, Illinois Zuschauer: 22.075 |

| 15. April 2017 19.00 Uhr | Chicago Blackhawks | 0:5 (0:1, 0:2, 0:2) Spielbericht Stand: 0:2 | Nashville Predators Ryan Ellis (3:44) Harry Zolnierczyk (22:51) Colton Sissons (33:00) Ryan Johansen (53:49) Kevin Fiala (58:13) | United Center, Chicago, Illinois Zuschauer: 22.175 |

| 17. April 2017 20.30 Uhr | Nashville Predators Filip Forsberg (44:24) Filip Forsberg (54:08) Kevin Fiala (76:44) | 3:2 n. V. (0:0, 0:2, 2:0, 1:0) Spielbericht Stand: 3:0 | Chicago Blackhawks Dennis Rasmussen (21:05) Patrick Kane (31:15) | Bridgestone Arena, Nashville, Tennessee Zuschauer: 17.204 |

| 20. April 2017 19.00 Uhr | Nashville Predators Roman Josi (29:41) Colton Sissons (48:52) Roman Josi (50:21) Viktor Arvidsson (58:12) | 4:1 (0:0, 1:0, 3:1) Spielbericht Stand: 4:0 | Chicago Blackhawks Jonathan Toews (54:42) | Bridgestone Arena, Nashville, Tennessee Zuschauer: 17.326 |

#### (C2) Minnesota Wild – (C3) St. Louis Blues
| 12. April 2017 20.30 Uhr (Ortszeit) | Minnesota Wild Zach Parise (59:37) | 1:2 n. V. (0:0, 0:1, 1:0, 0:1) Spielbericht Stand: 0:1 | St. Louis Blues Vladimír Sobotka (26:21) Joel Edmundson (77:48) | Xcel Energy Center, Saint Paul, Minnesota Zuschauer: 19.168 |

| 14. April 2017 19.00 Uhr | Minnesota Wild Zach Parise (37:44) | 1:2 (0:0, 1:1, 0:1) Spielbericht Stand: 0:2 | St. Louis Blues Joel Edmundson (23:51) Jaden Schwartz (57:33) | Xcel Energy Center, Saint Paul, Minnesota Zuschauer: 19.404 |

| 16. April 2017 14.00 Uhr | St. Louis Blues Colton Parayko (3:25) Jaden Schwartz (35:19) Alexander Steen (58:49) | 3:1 (1:0, 1:1, 1:0) Spielbericht Stand: 3:0 | Minnesota Wild Charlie Coyle (32:59) | Scottrade Center, St. Louis, Missouri Zuschauer: 19.334 |

| 19. April 2017 20.30 Uhr | St. Louis Blues | 0:2 (0:1, 0:1, 0:0) Spielbericht Stand: 3:1 | Minnesota Wild Charlie Coyle (16:50) Martin Hanzal (36:41) | Scottrade Center, St. Louis, Missouri Zuschauer: 19.791 |

| 21. April 2017 | Minnesota Wild Ryan Suter (18:31) Mikko Koivu (50:38) Jason Zucker (54:59) | 3:4 n. V. (1:2, 0:0, 2:1, 0:1) Spielbericht Stand: 1:4 | St. Louis Blues Wladimir Tarassenko (7:16) Alexander Steen (10:31) Paul Stastny (47:23) Magnus Pääjärvi-Svensson (69:42) | Xcel Energy Center, Saint Paul, Minnesota Zuschauer: 19.228 |

#### (P1) Anaheim Ducks – (WWC1) Calgary Flames
| 13. April 2017 19.30 Uhr (Ortszeit) | Anaheim Ducks Ryan Getzlaf (0:52) Rickard Rakell (33:53) Jakob Silfverberg (37:47) | 3:2 (1:1, 2:1, 0:0) Spielbericht Stand: 1:0 | Calgary Flames Sean Monahan (8:43) Sam Bennett (29:46) | Honda Center, Anaheim, Kalifornien Zuschauer: 17.174 |

| 15. April 2017 19.30 Uhr | Anaheim Ducks Jakob Silfverberg (3:21) Rickard Rakell (6:44) Ryan Getzlaf (55:14) | 3:2 (2:1, 0:1, 1:0) Spielbericht Stand: 2:0 | Calgary Flames Mikael Backlund (18:24) Sean Monahan (27:01) | Honda Center, Anaheim, Kalifornien Zuschauer: 17.271 |

| 17. April 2017 20.00 Uhr | Calgary Flames Sean Monahan (2:10) Kris Versteeg (9:18) Michael Stone (24:34) Sam Bennett (28:33) | 4:5 n. V. (2:1, 2:1, 0:2, 0:1) Spielbericht Stand: 0:3 | Anaheim Ducks Nick Ritchie (15:33) Shea Theodore (39:11) Nate Thompson (51:14) Shea Theodore (55:39) Corey Perry (61:30) | Scotiabank Saddledome, Calgary, Alberta Zuschauer: 19.289 |

| 19. April 2017 20.00 Uhr | Calgary Flames Sean Monahan (36:07) | 1:3 (0:2, 1:0, 0:1) Spielbericht Stand: 0:4 | Anaheim Ducks Patrick Eaves (5:38) Nate Thompson (6:46) Ryan Getzlaf (59:53) | Scotiabank Saddledome, Calgary, Alberta Zuschauer: 19.289 |

#### (P2) Edmonton Oilers – (P3) San Jose Sharks
| 12. April 2017 20.00 Uhr (Ortszeit) | Edmonton Oilers Oscar Klefbom (6:44) Milan Lucic (17:07) | 2:3 n. V. (2:0, 0:1, 0:1, 0:1) Spielbericht Stand: 0:1 | San Jose Sharks Joel Ward (21:43) Paul Martin (45:22) Melker Karlsson (63:22) | Rogers Place, Edmonton, Alberta Zuschauer: 18.347 |

| 14. April 2017 20.30 Uhr | Edmonton Oilers Zack Kassian (20:42) Connor McDavid (50:31) | 2:0 (0:0, 1:0, 1:0) Spielbericht Stand: 1:1 | San Jose Sharks | Rogers Place, Edmonton, Alberta Zuschauer: 18.347 |

| 16. April 2017 19.00 Uhr | San Jose Sharks | 0:1 (0:0, 0:0, 0:1) Spielbericht Stand: 1:2 | Edmonton Oilers Zack Kassian (50:45) | SAP Center, San José, Kalifornien Zuschauer: 17.562 |

| 18. April 2017 19.00 Uhr | San Jose Sharks Joe Pavelski (0:15) Logan Couture (11:02) Patrick Marleau (22:02) Marcus Sörensen (29:46) Logan Couture (32:52) Joe Pavelski (36:46) David Schlemko (46:45) | 7:0 (2:0, 4:0, 1:0) Spielbericht Stand: 2:2 | Edmonton Oilers | SAP Center, San José, Kalifornien Zuschauer: 17.562 |

| 20. April 2017 19.30 Uhr | Edmonton Oilers Patrick Maroon (5:28) Mark Letestu (38:33) Oscar Klefbom (57:14) David Desharnais (78:15) | 4:3 n. V. (1:2, 1:1, 1:0, 1:0) Spielbericht Stand: 3:2 | San Jose Sharks Mikkel Bødker (10:12) Patrick Marleau (15:52) David Schlemko (28:38) | Rogers Place, Edmonton, Alberta Zuschauer: 18.347 |

| 22. April 2017 19.30 Uhr | San Jose Sharks Patrick Marleau (52:12) | 1:3 (0:0, 0:2, 1:1) Spielbericht Stand: 2:4 | Edmonton Oilers Leon Draisaitl (20:54) Anton Slepyschew (21:50) Connor McDavid (59:59) | SAP Center, San José, Kalifornien Zuschauer: 17.562 |

## Conference-Halbfinale

### Eastern Conference

#### (A2) Ottawa Senators – (EWC1) New York Rangers
| 27. April 2017 19.00 Uhr (Ortszeit) | Ottawa Senators Ryan Dzingel (38:39) Erik Karlsson (55:49) | 2:1 (0:0, 1:1, 1:0) Spielbericht Stand: 1:0 | New York Rangers Ryan McDonagh (27:10) | Canadian Tire Centre, Ottawa, Ontario Zuschauer: 16.744 |

| 29. April 2017 15.00 Uhr | Ottawa Senators Jean-Gabriel Pageau (13:59) Marc Methot (34:00) Mark Stone (41:28) Jean-Gabriel Pageau (56:41) Jean-Gabriel Pageau (58:58) Jean-Gabriel Pageau (82:54) | 6:5 n. V. (1:1, 1:3, 3:1, 0:0, 1:0) Spielbericht Stand: 2:0 | New York Rangers Michael Grabner (4:16) Chris Kreider (30:39) Derek Stepan (33:10) Brady Skjei (35:51) Brady Skjei (45:10) | Canadian Tire Centre, Ottawa, Ontario Zuschauer: 18.679 |

| 2. Mai 2017 19.00 Uhr | New York Rangers Mats Zuccarello (5:31) Michael Grabner (13:24) Rick Nash (32:21) Oscar Lindberg (38:17) | 4:1 (2:0, 2:1, 0:0) Spielbericht Stand: 1:2 | Ottawa Senators Jean-Gabriel Pageau (38:49) | Madison Square Garden, New York City, New York Zuschauer: 18.006 |

| 4. Mai 2017 19.30 Uhr | New York Rangers Nick Holden (14:04) Oscar Lindberg (22:01) Oscar Lindberg (35:54) Chris Kreider (50:45) | 4:1 (1:0, 2:0, 1:1) Spielbericht Stand: 2:2 | Ottawa Senators Kyle Turris (53:34) | Madison Square Garden, New York City, New York Zuschauer: 18.006 |

| 6. Mai 2017 15.00 Uhr | Ottawa Senators Mark Stone (6:03) Mike Hoffman (28:17) Tom Pyatt (28:50) Derick Brassard (58:34) Kyle Turris (66:28) | 5:4 n. V. (1:2, 2:1, 1:1, 1:0) Spielbericht Stand: 3:2 | New York Rangers Jesper Fast (4:07) Nick Holden (5:13) Ryan McDonagh (37:49) Jimmy Vesey (52:48) | Canadian Tire Centre, Ottawa, Ontario Zuschauer: 19.082 |

| 9. Mai 2017 19.30 Uhr | New York Rangers Mika Zibanejad (33:32) Chris Kreider (40:53) | 2:4 (0:2, 1:1, 1:1) Spielbericht Stand: 2:4 | Ottawa Senators Mike Hoffman (4:27) Mark Stone (14:44) Erik Karlsson (35:53) Jean-Gabriel Pageau (59:53) | Madison Square Garden, New York City, New York Zuschauer: 18.006 |

#### (M1) Washington Capitals – (M2) Pittsburgh Penguins
| 27. April 2017 19.30 Uhr (Ortszeit) | Washington Capitals Alexander Owetschkin (38:17) Jewgeni Kusnezow (48:05) | 2:3 (0:0, 1:2, 1:1) Spielbericht Stand: 0:1 | Pittsburgh Penguins Sidney Crosby (20:12) Sidney Crosby (21:04) Nick Bonino (52:36) | Verizon Center, Washington, D.C. Zuschauer: 18.506 |

| 29. April 2017 20.00 Uhr | Washington Capitals Matt Niskanen (22:09) Nicklas Bäckström (43:44) | 2:6 (0:0, 1:3, 1:3) Spielbericht Stand: 0:2 | Pittsburgh Penguins Matt Cullen (21:15) Phil Kessel (33:04) Jake Guentzel (36:14) Phil Kessel (42:19) Jewgeni Malkin (45:31) Jake Guentzel (59:17) | Verizon Center, Washington, D.C. Zuschauer: 18.506 |

| 1. Mai 2017 19.30 Uhr | Pittsburgh Penguins Jewgeni Malkin (58:07) Justin Schultz (58:55) | 2:3 n. V. (0:1, 0:0, 2:1, 0:1) Spielbericht Stand: 2:1 | Washington Capitals Nicklas Bäckström (13:05) Jewgeni Kusnezow (49:46) Kevin Shattenkirk (63:13) | PPG Paints Arena, Pittsburgh, Pennsylvania Zuschauer: 18.625 |

| 3. Mai 2017 19.30 Uhr | Pittsburgh Penguins Patric Hörnqvist (4:39) Jake Guentzel (23:51) Justin Schultz (31:24) | 3:2 (1:0, 2:2, 0:0) Spielbericht Stand: 3:1 | Washington Capitals Jewgeni Kusnezow (27:21) Nate Schmidt (28:33) | PPG Paints Arena, Pittsburgh, Pennsylvania Zuschauer: 18.617 |

| 6. Mai 2017 19.15 Uhr | Washington Capitals André Burakovsky (19:30) Nicklas Bäckström (42:49) Jewgeni Kusnezow (47:20) Alexander Owetschkin (47:47) | 4:2 (1:1, 0:1, 3:0) Spielbericht Stand: 2:3 | Pittsburgh Penguins Carl Hagelin (10:24) Phil Kessel (24:20) | Verizon Center, Washington, D.C. Zuschauer: 18.506 |

| 8. Mai 2017 19.30 Uhr | Pittsburgh Penguins Jake Guentzel (56:38) Jewgeni Malkin (57:30) | 2:5 (0:1, 0:1, 2:3) Spielbericht Stand: 3:3 | Washington Capitals T. J. Oshie (12:41) André Burakovsky (26:36) Nicklas Bäckström (40:16) John Carlson (51:17) André Burakovsky (52:29) | PPG Paints Arena, Pittsburgh, Pennsylvania Zuschauer: 18.594 |

| 10. Mai 2017 19.30 Uhr | Washington Capitals | 0:2 (0:0, 0:1, 0:1) Spielbericht Stand: 3:4 | Pittsburgh Penguins Bryan Rust (28:49) Patric Hörnqvist (44:14) | Verizon Center, Washington, D.C. Zuschauer: 18.506 |

### Western Conference

#### (C3) St. Louis Blues – (WWC2) Nashville Predators
| 26. April 2017 19.00 Uhr (Ortszeit) | St. Louis Blues Colton Parayko (28:04) Jaden Schwartz (46:48) Vladimír Sobotka (49:22) | 3:4 (0:1, 1:2, 2:1) Spielbericht Stand: 0:1 | Nashville Predators Colin Wilson (11:24) P. K. Subban (22:22) Filip Forsberg (32:11) Vernon Fiddler (54:55) | Scottrade Center, St. Louis, Missouri Zuschauer: 19.154 |

| 28. April 2017 19.00 Uhr | St. Louis Blues Wladimir Tarassenko (19:40) Jori Lehterä (47:39) Wladimir Tarassenko (56:09) | 3:2 (1:1, 0:0, 2:1) Spielbericht Stand: 1:1 | Nashville Predators James Neal (7:49) Ryan Ellis (43:07) | Scottrade Center, St. Louis, Missouri Zuschauer: 19.506 |

| 30. April 2017 14.00 Uhr | Nashville Predators Ryan Ellis (10:34) Cody McLeod (22:29) Roman Josi (54:11) | 3:1 (1:0, 1:1, 1:0) Spielbericht Stand: 2:1 | St. Louis Blues Alexander Steen (32:59) | Bridgestone Arena, Nashville, Tennessee Zuschauer: 17.220 |

| 2. Mai 2017 20.30 Uhr | Nashville Predators Ryan Ellis (45:09) James Neal (53:03) | 2:1 (0:0, 0:0, 2:1) Spielbericht Stand: 3:1 | St. Louis Blues Joel Edmundson (56:11) | Bridgestone Arena, Nashville, Tennessee Zuschauer: 17.273 |

| 5. Mai 2017 19.00 Uhr | St. Louis Blues Dmitrij Jaškin (25:43) Jaden Schwartz (40:25) | 2:1 (0:0, 1:1, 1:0) Spielbericht Stand: 2:3 | Nashville Predators James Neal (33:50) | Scottrade Center, St. Louis, Missouri Zuschauer: 19.168 |

| 7. Mai 2017 14.00 Uhr | Nashville Predators Roman Josi (20:35) Ryan Johansen (43:15) Calle Järnkrok (59:00) | 3:1 (0:1, 1:0, 2:0) Spielbericht Stand: 4:2 | St. Louis Blues Paul Stastny (2:04) | Bridgestone Arena, Nashville, Tennessee Zuschauer: 17.240 |

#### (P1) Anaheim Ducks – (P2) Edmonton Oilers
| 26. April 2017 19.30 Uhr (Ortszeit) | Anaheim Ducks Ryan Getzlaf (20:37) Patrick Eaves (49:22) Jakob Silfverberg (50:47) | 3:5 (0:0, 1:1, 2:4) Spielbericht Stand: 0:1 | Edmonton Oilers Mark Letestu (26:22) Mark Letestu (46:23) Adam Larsson (48:03) Adam Larsson (55:20) Leon Draisaitl (58:55) | Honda Center, Anaheim, Kalifornien Zuschauer: 17.174 |

| 28. April 2017 19.30 Uhr | Anaheim Ducks Jakob Silfverberg (35:34) | 1:2 (0:1, 1:1, 0:0) Spielbericht Stand: 0:2 | Edmonton Oilers Andrej Sekera (1:05) Patrick Maroon (26:41) | Honda Center, Anaheim, Kalifornien Zuschauer: 17.174 |

| 30. April 2017 17.00 Uhr | Edmonton Oilers Patrick Maroon (19:20) Anton Slepyschew (21:28) Connor McDavid (28:40) | 3:6 (1:3, 2:1, 0:2) Spielbericht Stand: 2:1 | Anaheim Ducks Rickard Rakell (0:25) Jakob Silfverberg (5:33) Ryan Getzlaf (11:51) Chris Wagner (29:28) Jakob Silfverberg (44:56) Ryan Kesler (50:38) | Rogers Place, Edmonton, Alberta Zuschauer: 18.347 |

| 3. Mai 2017 20.00 Uhr | Edmonton Oilers Milan Lucic (15:38) Connor McDavid (17:43) Drake Caggiula (58:18) | 3:4 n. V. (2:0, 0:3, 1:0, 0:1) Spielbericht Stand: 2:2 | Anaheim Ducks Ryan Getzlaf (21:37) Rickard Rakell (25:33) Ryan Getzlaf (34:25) Jakob Silfverberg (60:45) | Rogers Place, Edmonton, Alberta Zuschauer: 18.347 |

| 5. Mai 2017 19.30 Uhr | Anaheim Ducks Ryan Getzlaf (56:44) Cam Fowler (57:19) Rickard Rakell (59:45) Corey Perry (86:57) | 4:3 n. V. (0:0, 0:3, 3:0, 0:0, 1:0) Spielbericht Stand: 3:2 | Edmonton Oilers Leon Draisaitl (20:15) Connor McDavid (22:55) Drake Caggiula (32:28) | Honda Center, Anaheim, Kalifornien Zuschauer: 17.358 |

| 7. Mai 2017 17.00 Uhr | Edmonton Oilers Leon Draisaitl (2:45) Leon Draisaitl (7:22) Zack Kassian (8:25) Mark Letestu (11:39) Mark Letestu (18:49) Anton Slepyschew (20:45) Leon Draisaitl (35:27) | 7:1 (5:0, 2:1, 0:0) Spielbericht Stand: 3:3 | Anaheim Ducks Rickard Rakell (28:56) | Rogers Place, Edmonton, Alberta Zuschauer: 18.347 |

| 10. Mai 2017 19.00 Uhr | Anaheim Ducks Andrew Cogliano (28:55) Nick Ritchie (43:21) | 2:1 (0:1, 1:0, 1:0) Spielbericht Stand: 4:3 | Edmonton Oilers Drake Caggiula (3:31) | Honda Center, Anaheim, Kalifornien Zuschauer: 17.407 |

## Conference-Finale

### Eastern Conference

#### (M2) Pittsburgh Penguins – (A2) Ottawa Senators
| 13. Mai 2017 19.00 Uhr (Ortszeit) | Pittsburgh Penguins Jewgeni Malkin (54:25) | 1:2 n. V. (0:1, 0:0, 1:0, 0:1) Spielbericht Stand: 0:1 | Ottawa Senators Jean-Gabriel Pageau (14:32) Bobby Ryan (64:59) | PPG Paints Arena, Pittsburgh, Pennsylvania Zuschauer: 18.614 |

| 15. Mai 2017 20.00 Uhr | Pittsburgh Penguins Phil Kessel (53:05) | 1:0 (0:0, 0:0, 1:0) Spielbericht Stand: 1:1 | Ottawa Senators | PPG Paints Arena, Pittsburgh, Pennsylvania Zuschauer: 18.610 |

| 17. Mai 2017 20.00 Uhr | Ottawa Senators Mike Hoffman (0:48) Marc Methot (10:34) Derick Brassard (12:28) Zack Smith (12:52) Kyle Turris (38:18) | 5:1 (4:0, 1:0, 0:1) Spielbericht Stand: 2:1 | Pittsburgh Penguins Sidney Crosby (46:07) | Canadian Tire Centre, Ottawa, Ontario Zuschauer: 18.615 |

| 19. Mai 2017 20.00 Uhr | Ottawa Senators Clarke MacArthur (38:22) Tom Pyatt (54:59) | 2:3 (0:1, 1:2, 1:0) Spielbericht Stand: 2:2 | Pittsburgh Penguins Olli Määttä (19:14) Sidney Crosby (27:41) Brian Dumoulin (31:30) | Canadian Tire Centre, Ottawa, Ontario Zuschauer: 19.145 |

| 21. Mai 2017 15.00 Uhr | Pittsburgh Penguins Olli Määttä (8:14) Sidney Crosby (12:03) Bryan Rust (16:04) Scott Wilson (18:17) Matt Cullen (21:54) Phil Kessel (40:50) Trevor Daley (48:49) | 7:0 (4:0, 1:0, 2:0) Spielbericht Stand: 3:2 | Ottawa Senators | PPG Paints Arena, Pittsburgh, Pennsylvania Zuschauer: 18.635 |

| 23. Mai 2017 20.00 Uhr | Ottawa Senators Bobby Ryan (33:15) Mike Hoffman (41:34) | 2:1 (0:0, 1:1, 1:0) Spielbericht Stand: 3:3 | Pittsburgh Penguins Jewgeni Malkin (24:51) | Canadian Tire Centre, Ottawa, Ontario Zuschauer: 18.111 |

| 25. Mai 2017 20.00 Uhr | Pittsburgh Penguins Chris Kunitz (29:55) Justin Schultz (51:44) Chris Kunitz (85:09) | 3:2 n. V. (0:0, 1:1, 1:1, 0:0, 1:0) Spielbericht Stand: 4:3 | Ottawa Senators Mark Stone (30:15) Ryan Dzingel (54:41) | PPG Paints Arena, Pittsburgh, Pennsylvania Zuschauer: 18.604 |

### Western Conference

#### (P1) Anaheim Ducks – (WWC2) Nashville Predators
| 12. Mai 2017 18.00 Uhr (Ortszeit) | Anaheim Ducks Jakob Silfverberg (5:15) Hampus Lindholm (47:21) | 2:3 n. V. (1:1, 0:1, 1:0, 0:1) Spielbericht Stand: 0:1 | Nashville Predators Filip Forsberg (12:34) Austin Watson (22:42) James Neal (69:24) | Honda Center, Anaheim, Kalifornien Zuschauer: 17.174 |

| 14. Mai 2017 16.30 Uhr | Anaheim Ducks Sami Vatanen (19:00) Jakob Silfverberg (20:39) Ondřej Kaše (30:41) Nick Ritchie (37:07) Antoine Vermette (59:16) | 5:3 (1:2, 3:1, 1:0) Spielbericht Stand: 1:1 | Nashville Predators Ryan Johansen (4:18) James Neal (8:32) Filip Forsberg (27:59) | Honda Center, Anaheim, Kalifornien Zuschauer: 17.174 |

| 16. Mai 2017 19.00 Uhr | Nashville Predators Filip Forsberg (43:54) Roman Josi (57:17) | 2:1 (0:0, 0:1, 2:0) Spielbericht Stand: 2:1 | Anaheim Ducks Corey Perry (35:35) | Bridgestone Arena, Nashville, Tennessee Zuschauer: 17.338 |

| 18. Mai 2017 19.00 Uhr | Nashville Predators P. K. Subban (53:33) Filip Forsberg (59:25) | 2:3 n. V. (0:1, 0:1, 2:0, 0:1) Spielbericht Stand: 2:2 | Anaheim Ducks Rickard Rakell (11:30) Nick Ritchie (30:22) Corey Perry (70:25) | Bridgestone Arena, Nashville, Tennessee Zuschauer: 17.423 |

| 20. Mai 2017 16.15 Uhr | Anaheim Ducks Chris Wagner (32:46) | 1:3 (0:0, 1:1, 0:2) Spielbericht Stand: 2:3 | Nashville Predators Colin Wilson (39:19) Pontus Åberg (51:01) Austin Watson (59:12) | Honda Center, Anaheim, Kalifornien Zuschauer: 17.307 |

| 22. Mai 2017 19.00 Uhr | Nashville Predators Austin Watson (1:21) Colton Sissons (8:47) Colton Sissons (43:00) Colton Sissons (54:00) Filip Forsberg (57:38) Austin Watson (58:26) | 6:3 (2:0, 0:1, 4:2) Spielbericht Stand: 4:2 | Anaheim Ducks Ondřej Kaše (24:45) Chris Wagner (45:00) Cam Fowler (48:52) | Bridgestone Arena, Nashville, Tennessee Zuschauer: 17.352 |

## Stanley-Cup-Finale

### (M2) Pittsburgh Penguins – (WWC2) Nashville Predators
| 29. Mai 2017 20.00 Uhr (Ortszeit) | Pittsburgh Penguins Jewgeni Malkin (15:32) Conor Sheary (16:37) Nick Bonino (19:43) Jake Guentzel (56:43) Nick Bonino (58:58) | 5:3 (3:0, 0:1, 1:2) Spielbericht Stand: 1:0 | Nashville Predators Ryan Ellis (28:21) Colton Sissons (50:06) Frédérick Gaudreau (53:29) | PPG Paints Arena, Pittsburgh, Pennsylvania Zuschauer: 18.618 |

| 31. Mai 2017 20.00 Uhr | Pittsburgh Penguins Jake Guentzel (16:36) Jake Guentzel (40:10) Scott Wilson (43:13) Jewgeni Malkin (43:28) | 4:1 (1:1, 0:0, 3:0) Spielbericht Stand: 2:0 | Nashville Predators Pontus Åberg (12:57) | PPG Paints Arena, Pittsburgh, Pennsylvania Zuschauer: 18.643 |

| 3. Juni 2017 19.00 Uhr | Nashville Predators Roman Josi (25:51) Frédérick Gaudreau (26:33) James Neal (39:37) Craig Smith (44:54) Mattias Ekholm (53:10) | 5:1 (0:1, 3:0, 2:0) Spielbericht Stand: 1:2 | Pittsburgh Penguins Jake Guentzel (2:46) | Bridgestone Arena, Nashville, Tennessee Zuschauer: 17.283 |

| 5. Juni 2017 19.00 Uhr | Nashville Predators Calle Järnkrok (14:51) Frédérick Gaudreau (23:45) Viktor Arvidsson (33:08) Filip Forsberg (56:37) | 4:1 (1:1, 2:0, 1:0) Spielbericht Stand: 2:2 | Pittsburgh Penguins Sidney Crosby (15:57) | Bridgestone Arena, Nashville, Tennessee Zuschauer: 17.260 |

| 8. Juni 2017 20.00 Uhr | Pittsburgh Penguins Justin Schultz (1:31) Bryan Rust (6:43) Jewgeni Malkin (19:49) Conor Sheary (21:19) Phil Kessel (28:02) Ron Hainsey (36:40) | 6:0 (3:0, 3:0, 0:0) Spielbericht Stand: 3:2 | Nashville Predators | PPG Paints Arena, Pittsburgh, Pennsylvania Zuschauer: 18.605 |

| 11. Juni 2017 19.00 Uhr | Nashville Predators | 0:2 (0:0, 0:0, 0:2) Spielbericht Stand: 2:4 | Pittsburgh Penguins Patric Hörnqvist (58:25) Carl Hagelin (59:46) | Bridgestone Arena, Nashville, Tennessee Zuschauer: 17.271 |

### Stanley-Cup-Sieger
| Stanley-Cup-Sieger Pittsburgh Penguins | Torhüter: Marc-André Fleury, Matt Murray Verteidiger: Ian Cole, Trevor Daley, Brian Dumoulin, Ron Hainsey, Kris Letang, Olli Määttä, Justin Schultz, Mark Streit Angreifer: Josh Archibald, Nick Bonino, Sidney Crosby (C), Matt Cullen, Jake Guentzel, Carl Hagelin, Patric Hörnqvist, Phil Kessel, Tom Kühnhackl, Chris Kunitz, Jewgeni Malkin, Carter Rowney, Bryan Rust, Conor Sheary, Scott Wilson Cheftrainer: Mike Sullivan General Manager: Jim Rutherford |

## Beste Scorer
Abkürzungen: GP = Spiele, G = Tore, A = Assists, Pts = Punkte, +/− = Plus/Minus, PIM = Strafminuten; Fett: Bestwert
| Spieler           | Team                | GP | G  | A  | Pts | +/− | PIM |
| ----------------- | ------------------- | -- | -- | -- | --- | --- | --- |
| Jewgeni Malkin    | Pittsburgh Penguins | 25 | 10 | 18 | 28  | +9  | 53  |
| Sidney Crosby     | Pittsburgh Penguins | 24 | 8  | 19 | 27  | +4  | 10  |
| Phil Kessel       | Pittsburgh Penguins | 25 | 8  | 15 | 23  | +12 | 2   |
| Jake Guentzel     | Pittsburgh Penguins | 25 | 13 | 8  | 21  | +1  | 10  |
| Ryan Getzlaf      | Anaheim Ducks       | 17 | 8  | 11 | 19  | +7  | 8   |
| Erik Karlsson     | Ottawa Senators     | 19 | 2  | 16 | 18  | +13 | 10  |
| Filip Forsberg    | Nashville Predators | 22 | 9  | 7  | 16  | +14 | 14  |
| Leon Draisaitl    | Edmonton Oilers     | 13 | 6  | 10 | 16  | +8  | 19  |
| Bobby Ryan        | Ottawa Senators     | 19 | 6  | 9  | 15  | +1  | 14  |
| Jakob Silfverberg | Anaheim Ducks       | 17 | 9  | 5  | 14  | −4  | 6   |

## Beste Torhüter
Die kombinierte Tabelle zeigt die jeweils drei besten Torhüter in den Kategorien Gegentorschnitt und Fangquote sowie die jeweils Führenden in den Kategorien Shutouts und Siege.
Abkürzungen: GP = Spiele, TOI = Eiszeit (in Minuten), W = Siege, L = Niederlagen, GA = Gegentore, SO = Shutouts, Sv% = gehaltene Schüsse (in %), GAA = Gegentorschnitt; Fett: Saisonbestwert; Sortiert nach Gegentorschnitt. Erfasst werden nur Torhüter mit 180 absolvierten Spielminuten.
| Spieler      | Team                  | GP | TOI     | W  | L | GA | SO | Sv%  | GAA  |
| ------------ | --------------------- | -- | ------- | -- | - | -- | -- | ---- | ---- |
| Matt Murray  | Pittsburgh Penguins   | 11 | 668:55  | 7  | 3 | 19 | 3  | 93,7 | 1,70 |
| Martin Jones | San Jose Sharks       | 6  | 377:01  | 2  | 4 | 11 | 1  | 93,5 | 1,75 |
| Carey Price  | Canadiens de Montréal | 6  | 387:28  | 2  | 4 | 12 | 0  | 93,3 | 1,86 |
| Pekka Rinne  | Nashville Predators   | 22 | 1288:44 | 14 | 8 | 42 | 2  | 93,0 | 1,96 |
| Jake Allen   | St. Louis Blues       | 11 | 674:56  | 6  | 5 | 22 | 0  | 93,5 | 1,96 |